# Stjepan Šimeta
Stjepan Šimeta (Pitomača, 4. srpnja 1910. ‒ Osijek, 18. travnja 1988.), hrvatski katolički svećenik, isusovac, pjesnik.
U Družbu Isusovu pristupio je 30. srpnja 1932., a zaređen je 22. kolovoza 1947. godine.
Pripadao je krugu prijatelja književnika Vladimira Nazora.
Vodio je duhovne vježbe u gimnaziji na Šalati.

## Djela
- 1972. Plamenovi srca. Zagreb: IBG Zagreb.